# Купанта-Курунта
Купанта-Курунта (кінець XV — початок XIV ст. до н. е.) — 2-й володар держави Арцава.

## Життєпис
Відомостей про нього обмаль. Ймовірно, був братом або іншим родичем царя Маддуватти. Після поразки того у війні з Аттарсією, царем Аххіяви, Купанта-Курунта був поставлений останнім на чолі Арцави.
Маддуватта, що отримав від хетів підтримку та області Зіппасла, спробував відвоювати Арцаву, проте Купанта-Курунта завдав тому рішучої поразки. Втім хетський цар Арнуванда I відправив потужне військо, яке завдало поразки цареві Арцави. Сам Купанта-Курунта втік до Аххіяви, а його родина потрапила у полон до хетів. Подальша доля його не відома.